# Henri Lemaître (paléographe)
Pour les articles homonymes, voir Henri Lemaître et Lemaître.
Henri Louis Léon Lemaître, né le 24 février 1881 à Valenciennes et mort le 8 novembre 1946 à Sceaux, est un bibliothécaire et historien français.

## Biographie
Henri Lemaître, né à Valenciennes le 24 février 1881, profite dans sa jeunesse de la librairie familiale de son père et de son oncle pour se familiariser avec ce milieu intellectuel et se passionner pour les livres. Élève de l'École nationale des chartes, il en sort en 1903 après avoir soutenu une thèse sur Gilles le Muisit qui sera publiée en 1905 par la Société de l'histoire de France.
Attaché à la Bibliothèque nationale de France, il s'y voit confier la section Histoire de France. Sa rencontre du Père Antoine de Sérent, historien des Frères Mineurs, pendant ses études à l'École des Chartes, l'incite à s'intéresser à l'histoire des Franciscains et à collaborer, dès 1911, à l'Archivum franciscanum historicum, puis en 1912 à la France franciscaine, et en 1924 à cofonder et diriger pendant huit ans la Revue d'histoire franciscaine.
Au retour de la guerre en 1918, il quitte la Bibliothèque nationale pour diriger la Revue des Bibliothèques puis pour fonder avec Léonce Celier et Léo Crozet, Archives et Bibliothèques. De 1928 à 1931, il préside l'Association des bibliothécaires français. En 1934, il est nommé directeur adjoint de l'Institut scientifique de recherches économiques et sociales. Pendant toutes ces années, il est également professeur à la Faculté des lettres de l'Institut catholique de Paris et organise en 1944 les cours techniques de documentation de l'Union française des organismes de documentation qu'il préside.
Il participe à de nombreux congrès et conférences à l'étranger soit en qualité de simple observateur (aux États-Unis en 1911, en Italie en 1920 et en Belgique en 1921 pour recueillir les publications concernant la guerre), soit en tant que représentant de la France (en Égypte en 1911 pour l'inauguration de l'école khédiviale au Caire, en Écosse en 1927 pour la Conférence internationale des bibliothèques à Édimbourg, en Suisse en 1928 au Congrès des bibliothèques suisses de Zoug, en 1929 à Rome et à Venise au Congrès mondial des bibliothèques, en Suède au Congrès international des bibliothèques de 1930, à Alger en 1931, à Berne la même année pour l'inauguration de la nouvelle Bibliothèque nationale suisse et à Thoune à l'occasion de la Ve session du Comité international des bibliothèques et enfin à Zurich en 1938 et 1939 pour le IIe Congrès international des bibliothèques d'hôpitaux comme délégué du ministère Français de la Santé publique, et pour le Congrès international de documentation).

## Distinctions

### Décorations
- Chevalier de la Légion d'honneur en 1931
- Officier de l'Instruction publique
- Chevalier de l'ordre de la Couronne de Belgique et de la Couronne d'Italie

### Récompense
- Président d'Honneur de l'Association de Bibliothécaires Anglais